# Francisco Flores
Francisco Guillermo Flores Perez (ur. 17 października 1959 w Santa Ana, zm. 30 stycznia 2016 w San Salvador) – salwadorski polityk, prezydent Salwadoru w latach 1999–2004.
Studiował filozofię w amerykańskiej uczelni Amherst College (Massachusetts). Jest działaczem Narodowego Sojuszu Republikańskiego ARENA. Pełnił funkcje wiceministra planowania, wiceministra przy Urzędzie Prezydenckim (doradcy prezydenta); współtwórca porozumienia z siłami opozycyjnymi Narodowego Frontu Wyzwolenia Farabundo Marti (styczeń 1992). Dzięki temu porozumieniu opozycja zaprzestała walki partyzanckiej, a jej przedstawiciele znaleźli się w Zgromadzeniu Narodowym.
Od 1994 do 1999 zastępca przewodniczącego parlamentu i sekretarz prezydenta ds. informacji. W 1998 został wybrany przez partię ARENA na jej kandydata w wyborach prezydenckich w 1999; od 1 lipca 1999 prezydent Salwadoru (zastąpił Armando Calderona). W marcu 2004 następcą F. Floresa został wybrany kolejny polityk ARENA, Antonio Saca, który objął urząd w czerwcu 2004.